# Астрапокамено
Астрапокамено, още Лонгос, Итамос или Ситония (на гръцки: Αστραποκαμένο, Ίταμος), е планина в Солунско, Гърция.

## Описание
Планината е с продълговата форма и е разположена на полуостров Ситония, средния ръкав на Халкидическия полуостров.
На картата на Ригас Фереос планината е отбелязана като Ло̀нгос (Λόγγος). Николаос Схинас я отбелязва като Лонго̀с (Λογγός). На карта от 1910 година е Ло̀гос (Λόγκος). Старите описания и различни карти я отбелязват като Итамос (Ίταμος). Името Ситония (Σιθωνία) е античното, споменато е у Херодот.
Скалите ѝ са гранити и шисти.
Планината, както и целия полуостров, обрасъл с борове и черни борове, е част е от мрежата от защитени територии Натура 2000 (1270002 и 1270014) и е обявена за орнитологично важно място (036). Включена е в списъка на световното наследство на ЮНЕСКО (природно и културно) в 1988 година (454).
Изкачването до върха става от село Партенонас (300 m) за 2 часа.
| Име                       | Име                                 | Височина | Местоположение         |
| ------------------------- | ----------------------------------- | -------- | ---------------------- |
| Астрапокамено             | Αστραποκαμένο, Αστραποκαμένο Πεύκο  | 823 m    | в средната част        |
| Айнайтис, Катарти         | Αϊναΐτης, Κατάρτι                   | 527 m    |                        |
| Аспроховрос               | Ασπρόχοβρος                         | 600 m    | в Ю част, С над Сикия  |
| Зорба Петра               | Ζορμπά Πέτρα                        | 580 m    | в средната част        |
| Карвунас                  | Καρβουνάς                           | 566 m    |                        |
| Кокини Тумба, Паклара     | Κοκκώνη Τούμπα, Πάκλαρα             | 595 m    |                        |
| Костас                    | Κώστας                              | 720 m    |                        |
| Макривуна                 | Μακρυβούνα                          | 535 m    | в Ю част, СЗ над Сикия |
| Драгуделис, Керасия       | Ντραγουδέλης, Κερασιά               | 688 m    |                        |
| Ститури                   | Στηθούρι                            | 600 m    |                        |
| Драгдзели, Псилос, Итамос | Ψηλός, Δραγτζέλι/Ντραγτζέλι, Ίταμος | 751 m    | в ЮИ част, З над Сарти |